# Matteo Zennaro
Matteo Zennaro (* 30. dubna 1976 Benátky, Itálie) je bývalý italský sportovní šermíř, který se specializoval na šerm fleretem. Itálii reprezentoval v devadesátých letech a v prvním desetiletí jednadvacátého století. Na olympijských hrách startoval v roce 2000 v soutěži jednotlivců a družstev a v roce 2004 jako náhradník družstva. V roce 1999 obsadil druhé místo na mistrovství světa v soutěži jednotlivců. S italským družstvem fleretistů vybojoval na olympijských hrách 2000 bronzovou olympijskou medaili. V roce 2004 na olympijských hrách jako náhradník do bojů nezasáhl a zlatou olympijskou medaili fyzicky nezískal. V roce 2002 vybojoval s družstvem titul mistrů Evropy.